# Hirasa paupera
Hirasa paupera là một loài bướm đêm trong họ Geometridae.